# Liniers (auteur)
Pour les articles homonymes, voir Liniers.

Liniers, de son vrai nom Ricardo Siri, est un auteur de bandes dessinées argentin, né le 15 novembre 1973 à Buenos Aires. Il est principalement connu pour sa série Macanudo. Liniers est son deuxième prénom, qui lui a été donné en hommage à son grand-père, lointain parent de Jacques de Liniers, vice-roi du Río de la Plata de 1807 à 1809.

## Biographie
Après des études de droit qui le destinaient à devenir avocat comme son père, puis dans la communication et la publicité, il abandonne pour se consacrer au dessin. En 1999, il commence à publier une bande dessinée intitulée Bonjour! dans un supplément hebdomadaire du journal Página/12.
En 2021 est publiée sa bande dessinée jeunesse Flores salvajes, traduite en français en 2023 sous le titre Trois Fleurs sauvages. Pour Télérama, l'album est « une belle ode au pouvoir de l’imagination. »

## SérieMacanudo
Depuis 2002, il publie quotidiennement sa série Macanudo dans le journal conservateur La Nación.
Macanudo se présente généralement sous la forme d'une bande en trois cases, généralement dans un style d'humour poétique ou absurde, parfois avec un ton plus libéral que la ligne politique du journal,.
Certains personnages sont récurrents, comme la petite fille Enriqueta, les manchots, le mystérieux homme en noir, les lutins,. Liniers se dessine parfois lui-même sous les traits d'un lapin .

## Musique
Il collabore occasionnellement avec le musicien argentino-américain Kevin Johansen en peignant ou en dessinant pendant ses concerts.

## Publications

### BD jeunesse
- (es) Flores salvajes, 2021
  - Trois fleurs sauvages, traduction de l'espagnol, collection  « Somnambule  », éditions La Joie de lire, 2023  (ISBN 9782889086238)

## Récompense
- 2018 : 
  -  Prix Eisner de la meilleure publication pour petits lecteurs avec Good night
  -  Prix Inkpot, pour l'ensemble de son œuvre